# Autovía de circunvalación de Elche
La EL-20 es una autovía de circunvalación consistente en un anillo semicircular que rodea la ciudad española de Elche. Comienza en la salida 512 de la Autovía del Mediterráneo (A-7), a la altura de Elche. La circunvalación de Elche cuenta ya con 8,4 kilómetros de los cuales los 4 primeros están configurados como autovía y los 4,4 siguientes como ronda urbana, y tiene salidas a la Vía Parque (norte de la ciudad), y a la Avenida de Alicante (este de la ciudad). Y también mediante rotondas, con el Estadio Martínez Valero y con múltiples partidas rurales ilicitanas, además a otras localidades como Santa Pola o Dolores.

## Nomenclatura
El nombre de EL-20 significa: EL es el código que recibe al ser una autovía urbana de la ciudad de Elche, y el 20 significa que es el segundo cinturón de la ciudad.

## Salidas
| Número de Salida | Nombre de Salida                                                                                     | Carretera que enlaza |
| ---------------- | --- | -------------------- |
|                  | A-31 Monforte del Cid - Albacete - Madrid AP-7 Benidorm - Valencia N-330 Almansa - Teruel - Zaragoza | E-15 A-7             |
| 0                | Alicante                                                                                             | A-70                 |
| 1                | Elche Ronda Norte - Torrellano                                                                       | CV-86                |
| 3                | Elche Avenida de Alicante - Torrellano                                                               | N-340                |
|                  | Avenida de L´ Altet Estadio Martínez Valero El Altet - Valverde - Los Arenales del Sol               | EL-100               |
|                  | Avenida de Santa Pola Santa Pola                                                                     | CV-865               |
|                  | Asprillas CV-856 Las Bayas                                                                           | CV-854               |
|                  | La Hoya - La Marina - N-332 Guardamar del Segura                                                     | CV-853               |
|                  | Elche Avenida de Dolores CV-855 Dolores Torrevieja                                                   | CV-855               |
|                  | Elche Bº el Plá -Casa del León                                                                       | CV-851               |